# Шлях додому
Шлях додому (англ. The Way Back) — історичний фільм, драма 2010 року австралійського режисера Пітера Віра, знятий за мемуарами колишнього польського військового Славомира Равича, арештованого НКВС після радянського вторгнення в Польщу 1939 р. У фільмі розповідається про втечу групи в'язнів із табору ГУЛАГу в Сибіру та їх тернистий шлях до свободи.
Слоган — «Їх втеча — це лише початок» (англ. «Their escape was just the beginning»)

## Сюжет
Фільм починається із допиту Януша — військовополоненого офіцера польської армії, звинуваченого НКВС в шпигунстві та диверсіях проти СРСР. Януш заперечив свою вину та відмовився підписувати протокол. Тоді слідчий викликав на очну ставку дружину Януша, яка підтвердила (під впливом катувань) висунуті проти нього фальшиві звинувачення. Януша засудили до 20 років позбавлення волі.
В 1940-му році Януша відправляють до одного з таборів ГУЛАГу в Сибіру, де він має відбувати покарання. Нелюдські умови, щохвилинна боротьба за існування, важка праця, голод та морози спричиняють у Януша нервовий зрив. Після цього він вирішив за будь-яку ціну вирватися на волю. Януш та шестеро в'язнів: американець містер Смітт, росіянин-урка Валька, поляки художник Томаш і 17-річний Казік, латвійський священник Восс і югослав Зоран організовують успішну втечу із табору.
Сильна снігова заметіль допомагає їх втечі, однак вже на другий день Казік (хворий на курячу сліпоту) заблукав в тайзі та замерз. Вже шестеро в'язнів вирушають далі через безкраї простори Сибіру, оминаючи поселення та людей, тримаючи курс на Південь до озера Байкал, за яким Монголія та їх свобода.
Після багатомісячної виснажливої подорожі вони досягають озера Байкал. Там зустрічають польську дівчину Ірену, яка твердить, що втекла з колгоспу, а її батьків вбили радянські комуністи. Згодом виявляється, що це не вся правда, але група втікачів бере із собою дівчину і далі вони разом прямують до кордону СРСР з Монголією. На кордоні наступило неочікуване розставання з Валькою, який передумав покидати Батьківщину.
Успішно перетнувши кордон втікачі досягли Монголії. Проте коли вони побачили зруйнований буддійський монастир та комуністичні символи, стало зрозуміло, що у Монголії теж панує комунізм. Тому втікачі вирішують йти далі на Південь — до Індії через пустелю Гобі і Тибет. Під час довгого виснажливого переходу (без їжі та води) через пустелю Гобі помирають Ірена та Томаш.
Подолавши пустелю Гобі, втікачі доходять до Гімалаїв, а потім до Лхаси, де їх радо зустрічають тибетські монахи. Там їх залишив Містер Смітт, який вирушив шукати американську базу в Китаї. Залишившись втроє: Януш, Восс і Зоран вирушають далі і доходять до Індії.
Фільм закінчується уривками з документальних хронік: від перемоги над нацистською Німеччиною до падіння комуністичних урядів в Східній Європі. В останній сцені показано момент зустрічі, після п'ятдесятирічної розлуки, Януша з дружиною.

## У ролях
- Джим Стерджес — Януш, головний герой (поляк, військовополонений, в'язень-втікач ГУЛАГу).
- Колін Фаррелл — Валька (росіянин, кримінальний злочинець, урка).
- Ед Харріс — Містер Смітт (американець, інженер-метробудівник, в'язень-втікач ГУЛАГу).
- Сірша Ронан — Ірена (полька, донька розстріляних польських комуністів).
- Драгош Букур — Зоран (югослав, в'язень-втікач ГУЛАГу).
- Ґустаф Скашгорд — Восс (латиш, в'язень-втікач ГУЛАГу).
- Александру Поточан — Томаш (поляк, в'язень-втікач ГУЛАГу).
- Марк Стронг — Хабаров (росіянин, актор, в'язень ГУЛАГу).

## Цікаві факти
- Знімання фільму відбувалося у Болгарії, Марокко та Індії.